# 和泉短期大学
和泉短期大学（日语：／ Izumi Tanki Daigaku *），简称和泉，是一所位于日本神奈川县相模原市中央区的私立短期大学。

## 概要

### 简介
- 学校最早可以追溯到1960年[1][2]。短期大学为于1965年开办[2]、由学校法人和泉短期大学经营、来源于美国人传教士J.C克拉克[注 1]创立的福利设施、由于教育的基础是新教。为男女同校[3]从2001年。「爱和服务」为学园训[4]。

### 历史
- 1965年 和泉短期大学成立并同时设置一个学科即儿童福利学科[2]。
- 1976年 校园迁址至神奈川县相模原市从东京都世田谷区[2]。
- 2001年 开始招収男学生[2]。
- 2010年 护理福利专攻成立于专科[2]。

### 宪章
- 请参看和泉短期大学的标志 （日語） 2014年5月10日阅览。

## 学校环境
- 校区：在神奈川县相模原市中央区

## 历任校长
- 中岛武夫：第一代短期大学校长[5]。
- 佐藤守男：现在短期大学校长[6]

## 组织

### 学科
- 儿童福利学科

### 专科
| - 护理福利专攻 |

### 业余课程
| - 没有 |

### 附属机关
| - 图书馆 |

## 相关链接
- 日本短期大学列表